# H55-utställningen

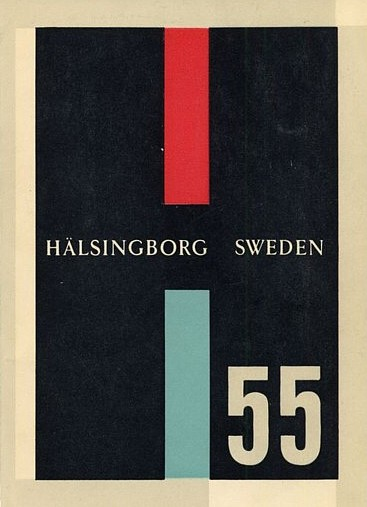

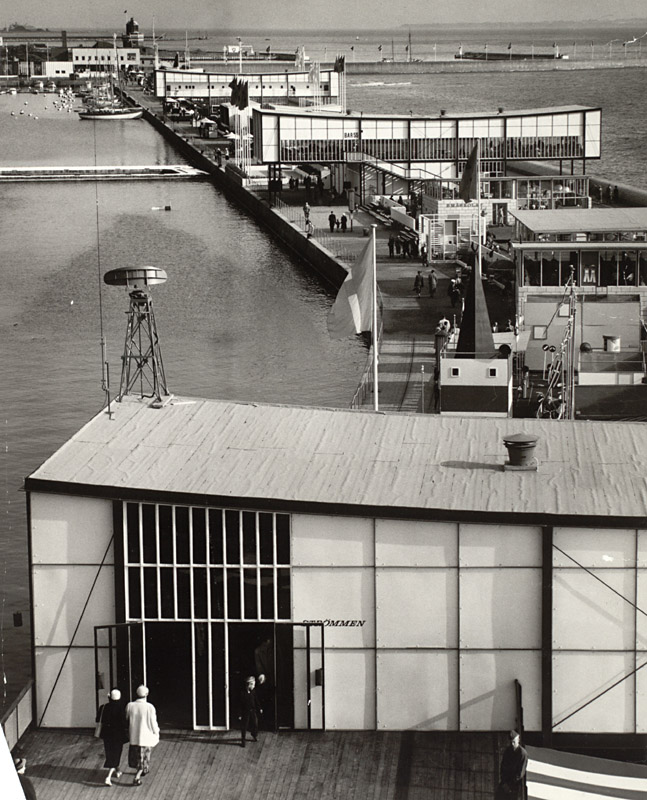
Parapeten i Helsingborg 1955

H55, eller Helsingborgsutställningen 1955, var en internationell utställning för arkitektur, bostad, formgivning och konstindustrins produkter som ägde rum mellan 10 juni och 28 augusti 1955 i Helsingborg och arrangerades av Svenska Slöjdföreningen.

## Bakgrund och genomförande

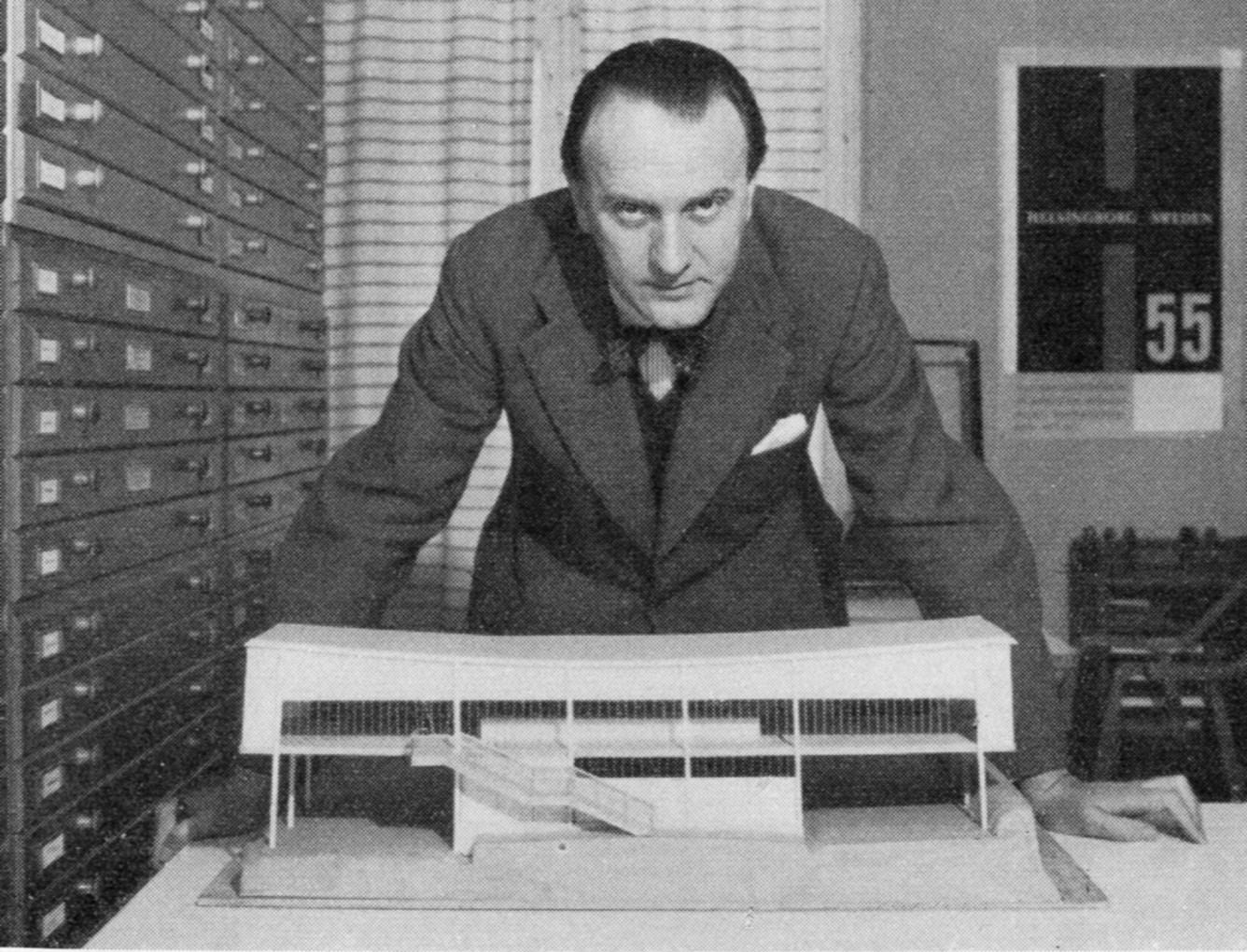
Utställningsarkitekten Carl-Axel Acking med modellen för en av paviljongerna.

Svenska slöjdföreningen bjöd nationella och internationella företag, formgivare och arkitekter att visa bland annat bostäder, ett antal idéutställningar och en mönstring av produkter från industrier som arbetade med profilerad design. Deltagare var, förutom Sverige, bland andra Danmark, Storbritannien, Finland, Frankrike, Japan, Schweiz och Västtyskland.
På området Gröningen norr om Konserthuset och på en cirka 800 meter lång och 30 meter bred vågbrytare från 1892, Parapeten i Norra hamnen, byggdes flera utställningspaviljonger och en permanent restaurang, ”Parapeten”, ritad av Bengt Gate. Utställningens huvudarkitekter var stockholmsbaserade Torbjörn Olsson, Sven Silow och Carl-Axel Acking.
Den kalla vintern 1955 och det långa avståndet till arkitekterna skapade problem för utställningens byggnadsansvariga, med Helsingborgs stadsarkitekt Arne Ljung i spetsen, men efter en intensiv insats under den sista månaden före invigningen stod allt klart i tid. Inget återstår av utställningsbyggnaderna idag utom restaurang Parapeten. En utställningspaviljong av Acking rekonstruerades inför utställningen H99 men på en annan plats och med andra material än 1955. Den välkända H55-symbolen med talet ”55” infälld i högra benet av bokstaven ”H” hade formats av formgivaren Anders Beckman. Symbolen fanns på informationstavlor, flaggor, prydnadsföremål och i jätteformat målat på de gator som ledde till entrén.
Den 10 juni 1955 invigdes utställningen av Gustaf VI Adolf, som även var dess höge beskyddare. Utställningen var en direkt uppföljare till Stockholmsutställningen 1930, där Gunnar Asplund var huvudarkitekt och där funktionalismen visades för första gången för en bredare svensk publik, även om pressen gjorde den jämförelsen. Dagens Nyheter skrev: ”…ingen stratosfärdykning i New Design…” och syftade därmed till framtidsjakten som präglade utvecklingen i USA. Syftet med utställningen var att i efterkrigstidens optimism, tio år efter andra världskrigets slut, summera utvecklingen och visa framtidens spjutspetsar 25 år efter Stockholmsutställningen. Nya boendeformer, ny byggnadsteknik och ny formgivning visades.

## Medverkande i urval
- Åke Huldt, generalkommissarie
- Carl-Axel Acking, Torbjörn Olsson och Sven Silow huvudarkitekter
- Bengt Gate arkitekt för huvudrestaurangen Parapeten
- Anders Beckman, affischer och logotyp
- Per Borgström, bostadsavdelningen
- Bruno Mathsson, möbleringen av Svenska Slöjdföreningens informationshall
- Erik Ahnborg, leka- och lära-avdelningen
- Anders William-Olsson, Mårten Larsson och Lena Larsson (NK) skapade tillsammans Skal och kärna
- Astrid Sampe visade textil för Nordiska Kompaniets textilkammare
- Stig Lindberg presenterade den eldfasta porslinsserien Terma och konstgodsserien Domino
- Yngve Ekström visade en ny möbelkollektion för Swedese
- Signe Persson-Melin hade sitt genombrott med egenvillig keramik
- bröderna Hjalmar Jalmerot och Harry Elowsson skulle ha presenterade exklusiva möbler från Breox Möbler, men blev tvungna att avstå på grund av brand i möbelfabriken 1954
- Thea Leonhard, Sverige
- Sven Staaf, Sverige
- Alvar Aalto, Finland
- Finn Juhl och Arne Jacobsen, Danmark
- Yoji Kasajima, Japan
- Hans Schwippert, Västtyskland
- Alfred Altherr, Schweiz
- Eric Lyons, Storbriannien
- Marcel Roux, Frankrike

## Bildgalleri
Några bilder ur extranummer av tidskriften Form, 1955

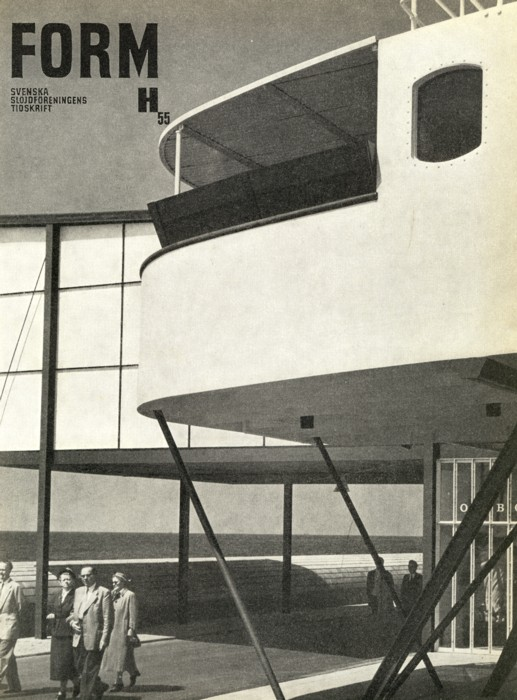
Form-omslag
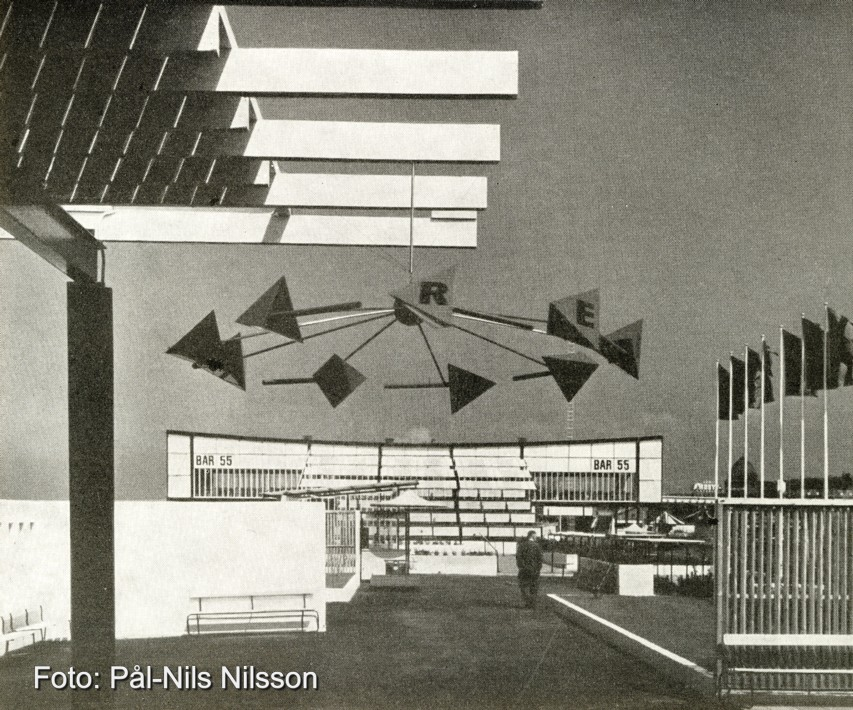
Huvudhallen "Bar 55"
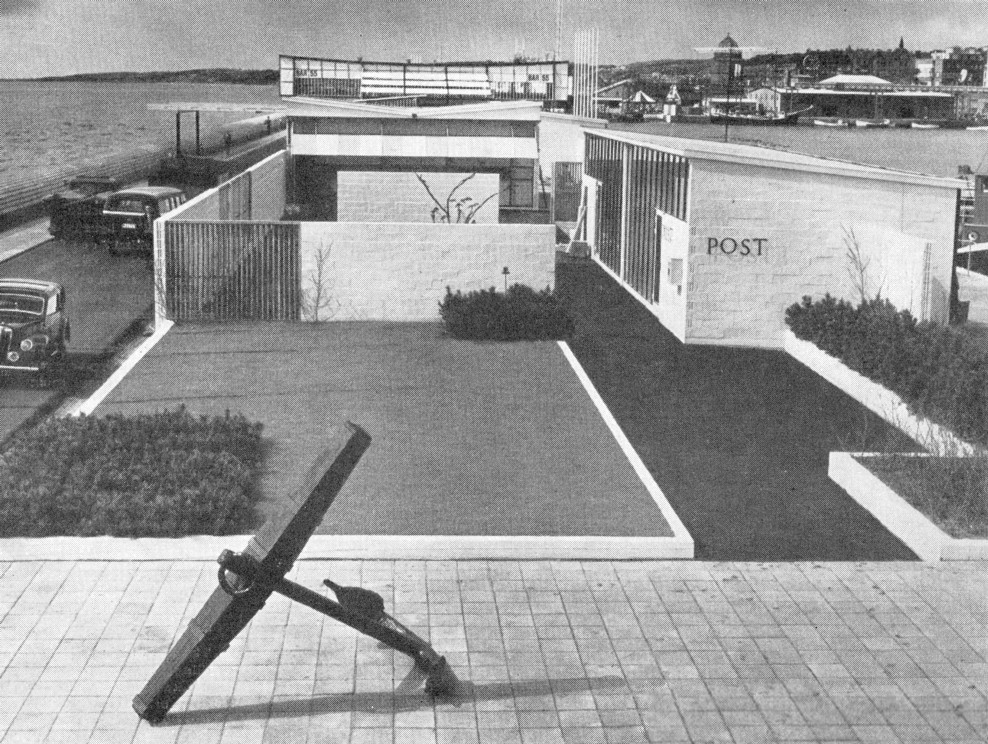
Perspektiv från syd
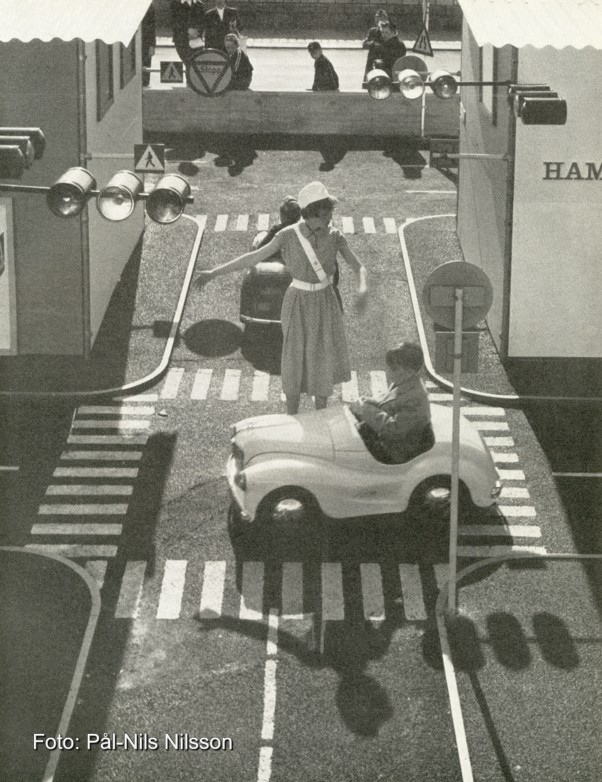
Avdelningen "lek och lära"
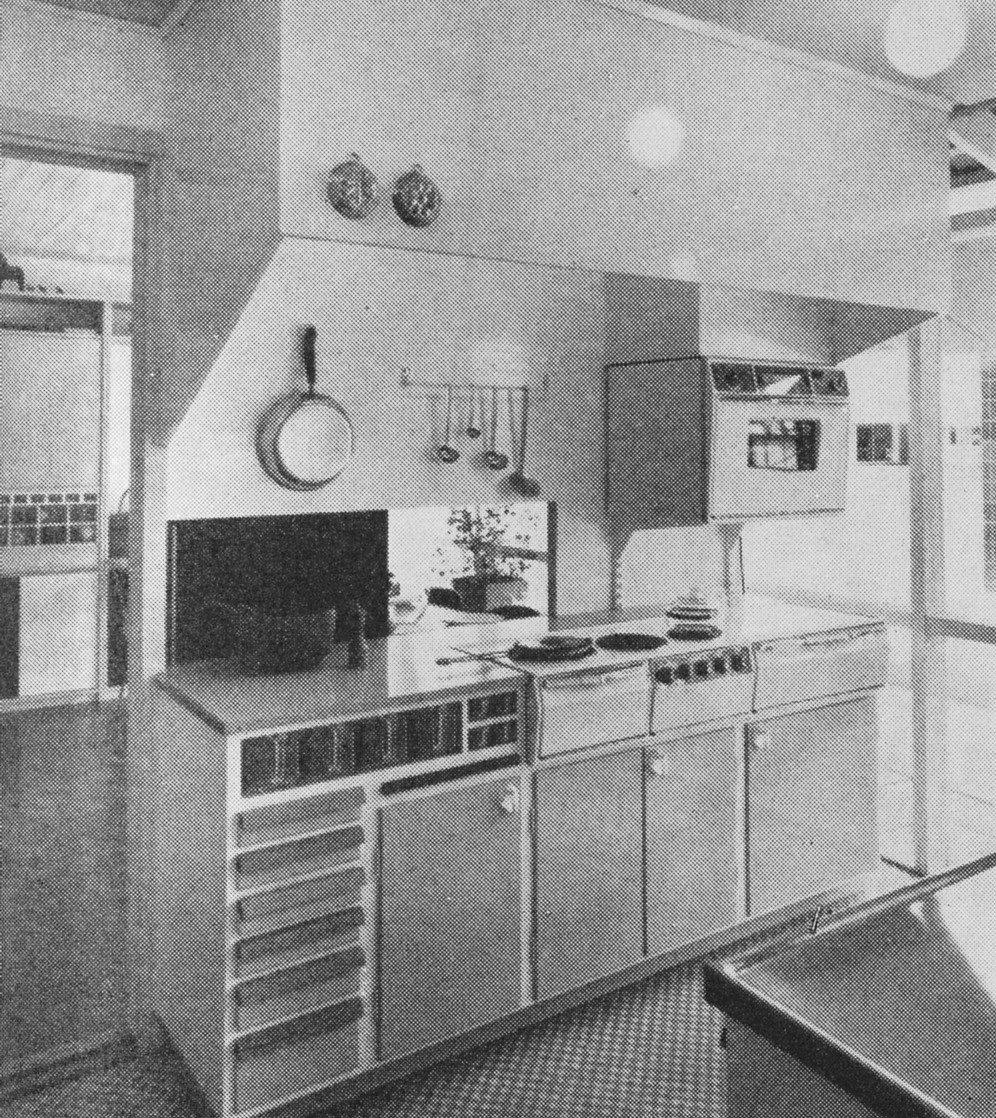
Interiör från Skal och kärna